# Allegany County (Maryland)
Das Allegany County ist ein County im US-Bundesstaat Maryland. Bei der Volkszählung im Jahr 2020 hatte das County 68.106 Einwohner und eine Bevölkerungsdichte von 61,8 Einwohnern pro Quadratkilometer. Der Verwaltungssitz (County Seat) ist Cumberland.

## Geographie
Das County wird im Norden durch die Mason-Dixon-Linie von Pennsylvania getrennt. Im Süden bildet der Potomac River die Grenze zu West Virginia. Das Allegany County hat eine Fläche von 1113 Quadratkilometern; davon sind elf Quadratkilometer (1,02 Prozent) Wasserflächen. Es grenzt an folgende Countys:
| Somerset County (Pennsylvania) | Bedford County (Pennsylvania)    | Fulton County (Pennsylvania)  |
| Garrett County                 |                                  | Washington County             |
| Mineral County (West Virginia) | Hampshire County (West Virginia) | Morgan County (West Virginia) |

## Geschichte
Das Allegany County wurde 1789 aus Teilen des Washington County gebildet. Benannt wurde es nach dem Wort oolikhanna aus der Sprache der Lenni Lenape, das Schöner Fluss bedeutet.
44 Bauwerke und Stätten des Countys sind im National Register of Historic Places eingetragen (Stand 11. November 2017).

## Demografische Daten

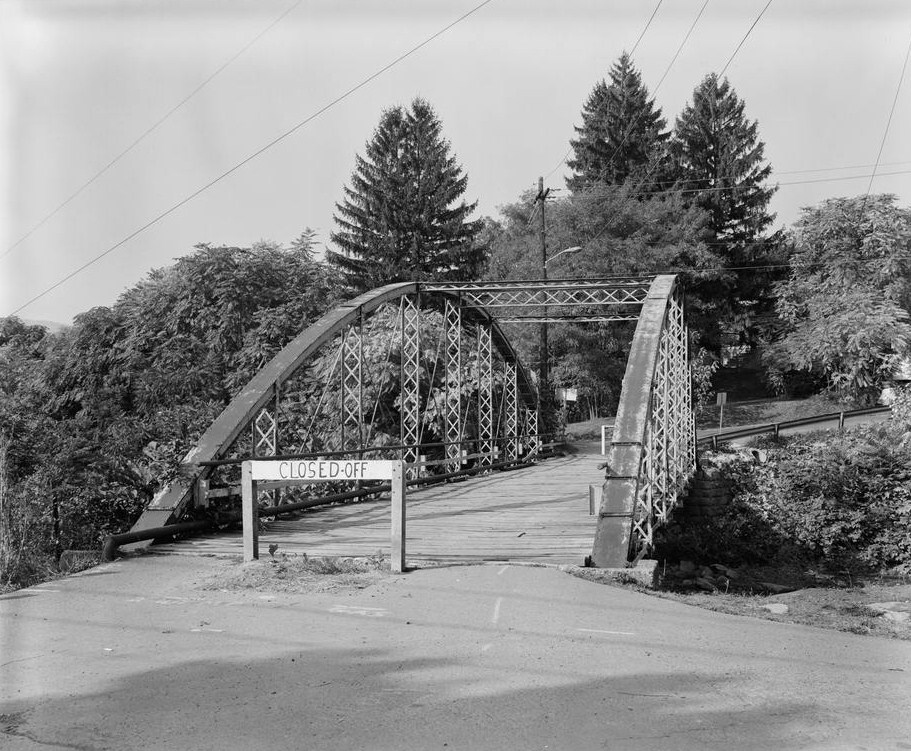
Waverly Street Bridge, gelistet im NRHP

Nach der Volkszählung im Jahr 2010 lebten im Allegany County 75.087 Menschen in 28.777 Haushalten. Die Bevölkerungsdichte betrug 68,1 Einwohner pro Quadratkilometer.
Ethnisch betrachtet setzte sich die Bevölkerung zusammen aus 89,2 Prozent Weißen, 8,0 Prozent Afroamerikanern, 0,1 Prozent amerikanischen Ureinwohnern, 0,8 Prozent Asiaten sowie aus anderen ethnischen Gruppen; 1,6 Prozent stammten von zwei oder mehr Ethnien ab. Unabhängig von der ethnischen Zugehörigkeit waren 1,4 Prozent der Bevölkerung spanischer oder lateinamerikanischer Abstammung.
In den 28.777 Haushalten lebten statistisch je 2,34 Personen.
18,0 Prozent der Bevölkerung waren unter 18 Jahre alt, 64,2 Prozent waren zwischen 18 und 64 und 17,8 Prozent waren 65 Jahre oder älter. 48,3 Prozent der Bevölkerung war weiblich.
Das jährliche Durchschnittseinkommen eines Haushalts lag bei 37.747 USD. Das Prokopfeinkommen betrug 20.764 USD. 14,5 Prozent der Einwohner lebten unterhalb der Armutsgrenze.

## Orte im Allegany County
Citys
- Cumberland
- Frostburg

Towns
| - Barton - Lonaconing - Luke | - Midland - Westernport |

Census-designated places (CDP)
| - Barrelville - Bel Air - Bowling Green - Bowmans Addition - Carlos - Clarysville - Corriganville | - Cresaptown - Danville - Dawson - Detmold - Eckhart Mines - Ellerslie - Flintstone | - Franklin - Gilmore - Grahamtown - Klondike - La Vale - Little Orleans - McCoole | - Midlothian - Moscow - Mount Savage - National - Nikep - Ocean - Oldtown | - Pleasant Grove - Potomac Park - Rawlings - Spring Gap - Vale Summit - Woodland - Zihlman |

andere Unincorporated Communitys
| - Allegany Grove - Amcelle - Bellegrove - Bier - Black Oak - Borden Shaft - Brady - Burrsville - Carlos Junction - Cedar Cliff - Charlestown | - Dickens - Dogwood Flats - Eckhart Junction - Evitts Creek - Fairplay - Gannon - Georges Creek - Gilpin - Green Ridge - Hazen - Hoffman | - Homewood - Horseshoe Curve - Keifers - Lap - Loarville - Locust Grove - Lowndes - McKenzie - Miller - Montel - Morantown | - Mount Savage Junction - Narrows Park - North Branch - Piney Grove - Pinto - Pleasant Valley - Pratt - Pumpkin Center - Red Hill - Reynolds - Roberts | - Rush - Sixmile House - Slabtown - South Cumberland - Town Creek - Triple Lakes - Twiggtown - Winchester - Wolfe Mill - Wrights Crossing - Yonkers |

## Gliederung
Das Allegany County ist in 25 Distrikte eingeteilt:
| Distrikt                    | Einwohner (2010) | FIPS     |
| --------------------------- | ---------------- | -------- |
| 1, Orleans                  | 936              | 24-90004 |
| 2, Oldtown                  | 1182             | 24-90096 |
| 3, Flintstone               | 1048             | 24-90188 |
| 4, Cumberland               | 8489             | 24-90281 |
| 5, Wills Creek              | 2693             | 24-90372 |
| 6, Cumberland               | 7957             | 24-90463 |
| 7, Cresaptown/Bel Air       | 5883             | 24-90555 |
| 8, Westernport/Luke         | 3457             | 24-90647 |
| 9, Barton                   | 1373             | 24-90740 |
| 10, Lonaconing              | 2129             | 24-90832 |
| 11, West Frostburg          | 1236             | 24-90926 |
| 12, East Frostburg          | 3405             | 24-91012 |
| 13, Mount Savage            | 2358             | 24-91104 |
| 14, Cumberland              | 951              | 24-91197 |
| 16, North Branch            | 3591             | 24-91380 |
| 18, Midland/Shaft           | 2160             | 24-91595 |
| 20, Corriganville/Ellerslie | 2118             | 24-91747 |
| 21, Gross                   | 1213             | 24-91840 |
| 22, Cumberland              | 3147             | 24-91928 |
| 23, Decatur                 | 3046             | 24-92024 |
| 24, Eckhart                 | 1906             | 24-92116 |
| 26, Frostburg               | 5422             | 24-92300 |
| 29, La Vale                 | 6173             | 24-92580 |
| 31, McCoole                 | 1580             | 24-92764 |
| 34, Bedford Road            | 1634             | 24-92856 |